# Joensuu
Joensuu è una città finlandese di 77513 abitanti, situata nella regione della Carelia Settentrionale, di cui è capitale.

## Storia
Joensuu fu fondata nel 1848 dallo Zar di Russia Nicola I alla foce del fiume Pielisjoki, da cui il suo nome (joen è il genitivo di joki, ossia "fiume", mentre suu significa "la foce"). La città presto divenne un'importante stazione commerciale della regione grazie alla sua posizione strategica di collegamento tra la Carelia del Nord e San Pietroburgo. Dopo il completamento del canale di Saimaa, negli anni '50 del XIX secolo, fu intensificato il traffico via fiume e la città divenne così anche un porto internazionale, uno dei più importanti in Finlandia.
La città si sviluppa su due assi stradali principali che si incrociano perpendicolarmente e segue una pianta a scacchiera. Uno dei due assi principali è parallelo al fiume ed è caratterizzato dal fatto che alle sue estremità sorgono, una di fronte all'altra, le due chiese principali (una ortodossa e una luterana di stile neogotico) tanto che questa viene chiamata proprio "strada delle chiese" (Kirkkokatu, in finlandese).
Durante gli anni novanta, la città stava guadagnandosi una cattiva reputazione a seguito di alcuni attacchi compiuti per motivi razziali, cui la stampa diede ampio risalto. Oggi, sebbene permangano frange di "skinhead" tra la gioventù locale, la situazione è tornata alla calma e non si presenta più allarmante di quella di altre città finlandesi.
Nel 2009 sono stati accorpati alla città i comuni di Eno e Pyhäselkä.
La presenza dell'Università, dell'Istituto Forestale Europeo (European Forest Institute) e di alcune aziende internazionali (ad esempio Deere & Company) danno alla città un contesto internazionale.

## Monumenti e luoghi d'interesse
La più interessante tra le chiese di Joensuu è la Chiesa ortodossa di San Nicola che fu costruita in legno nel 1887. Le icone qui conservate furono tutte dipinte a San Pietroburgo alla fine degli anni ottanta del XIX secolo.

## Eventi
L'Ilosaarirock è un annuale concerto rock molto atteso che si protrae per un intero fine settimana verso la metà di luglio. Fino a 20 000 giovani, e uno schieramento di musicisti in larga parte finlandesi, si riuniscono nell'enorme arena che ospita l'evento, nella parte sud-occidentale della città.
Il Kajakka Festival, che si tiene agli inizi di giugno, è un festival di musiche e danze popolari careliane.

## Amministrazione

### Gemellaggi
- Vilnius
- Linköping